# Urera acuminata
Urera acuminata är en nässelväxtart som först beskrevs av Jean Louis Marie Poiret, och fick sitt nu gällande namn av Joseph Decaisne. Urera acuminata ingår i släktet Urera och familjen nässelväxter. Utöver nominatformen finns också underarten U. a. perrieri.